# Communauté de communes du Pays de Sierentz
Die Communauté de communes du Pays de Sierentz war ein französischer Gemeindeverband mit der Rechtsform einer Communauté de communes im Département Haut-Rhin in der Region Grand Est. Sie wurde am 27. Dezember 2001 gegründet und umfasste 17 Gemeinden. Der Verwaltungssitz befand sich im Ort Sierentz.

## Historische Entwicklung
Per 1. Januar 2017 wurde der Gemeindeverband mit der Communauté de communes de la Porte du Sundgau und Communauté d’agglomération des Trois Frontières zum Gemeindeverband Saint-Louis Agglomération mit 40 Gemeinden zusammengeschlossen.

## Ehemalige Mitgliedsgemeinden
1. Brinckheim
2. Geispitzen
3. Helfrantzkirch
4. Kappelen
5. Kœtzingue
6. Landser
7. Magstatt-le-Bas
8. Magstatt-le-Haut
9. Rantzwiller
10. Schlierbach
11. Sierentz
12. Steinbrunn-le-Haut
13. Stetten
14. Uffheim
15. Wahlbach
16. Waltenheim
17. Zaessingue